# 哈爾布濟夫卡 (蘇梅區)
50°35′42″N 34°44′23″E / 50.59500°N 34.73972°E
哈爾布濟夫卡（烏克蘭語：Гарбузівка）是位於烏克蘭東北部的村莊，由蘇梅州蘇梅區的列别金市镇負責管轄。該村始建於十九世紀，距離薩文基和哈爾琴基0.5公里，海拔高度189米，2001年人口241。